# Sphaleron
Das Sphaleron (griech. „bereit zu fallen“) ist eine hypothetische Anregung des Vakuums im Standardmodell der Elementarteilchenphysik, die in einigen Theorien der Baryogenese eine Rolle spielt.
Die Sphaleron-Prozesse wurden erstmals 1984 von Frans Klinkhamer und Nicholas Manton mathematisch beschrieben. Sie sind nicht störungstheoretisch im Rahmen des elektroschwachen Sektors des Standardmodells beschrieben. Experimentell konnten sie noch nicht bestätigt werden.
Die Vakuumzustände der elektroschwachen Theorie sind im Standardmodell nicht eindeutig, und so weist das Potential eine periodische Struktur von Minima auf. Die Energiefläche im Raum der Feldkonfigurationen zwischen zwei Minima sieht dabei wie ein Sattelpunkt aus. Wechselt nun ein System von einem Vakuumzustand in den anderen, so geschieht dies mittels sogenannter Sphaleronen. Dies sind instabile Lösungen der Feldgleichungen, die zwischen den Vakua existieren. Sphaleronen nehmen den Weg über die Potentialbarriere zwischen den Vakua. Die Energie des Sphalerons {\displaystyle E_{S}} wird auf rund 10 Tera-Elektronenvolt (TeV) geschätzt. Zum Vergleich liegt der elektroschwache Phasenübergang rund 100 Mal niedriger bei 100 GeV (die Baryogenese findet bei Energien um den elektroschwachen Phasenübergang und darüber statt). Die Physik der Sphaleronen hängt eng mit der des Higgsteilchens zusammen. So ist die Energiedichte des Sphalerons nur aufgrund der Existenz des Higgsfeldes endlich. Es gilt für die Energie des Sphalerons:
{\displaystyle E_{S}\sim {\frac {v}{g}}\sim {\frac {M_{W}}{\alpha }}}
mit {\displaystyle v} dem Vakuum-Erwartungswert des Higgsfeldes, {\displaystyle g} der SU(2)-Kopplungskonstante der elektroschwachen Wechselwirkung, der W-Boson Masse {\displaystyle M_{W}} und der Feinstrukturkonstante {\displaystyle \alpha }. Das Sphaleron ist instabil und zerfällt bei kleinen Störungen in eine Vielzahl von Teilchen (Größenordnung {\displaystyle {\frac {1}{\alpha }}\approx 100}).
Es gibt auch die Möglichkeit, von einem Vakuum in das nächste zu tunneln, diesen Vorgang bezeichnet man als Instanton. Da Tunneleffekte jedoch exponentiell unterdrückt werden, sind solche Vorgänge sehr unwahrscheinlich (in der Größenordnung {\displaystyle 10^{-150}}).
Anschaulich gesprochen dienen die Sphaleronen als Ventil zwischen Leptonen und Baryonen, da sie die eine Teilchensorte in die andere überführen können.
Sphaleronen erhalten die Differenz aus Baryonenzahl {\displaystyle B} und Leptonenzahl {\displaystyle L}, {\displaystyle B-L}, verletzen jedoch ihre Summe {\displaystyle B+L}. Somit kann mittels Sphaleronen auch eine Baryogenese via Leptogenese vonstattengehen. Sind beispielsweise auf der einen Seite der Potentialbarriere in dem einen Potential-Minimum drei Baryonen vorhanden (Baryonenzahl +3) kann es durch Überwindung der Potentialbarriere (Sphaleron) im anderen Minimum in drei Antileptonen umgewandelt werden (Leptonenzahl −3). Die Differenz B-L bleibt dabei erhalten ({\displaystyle \Delta (B-L)=0}). Aus theoretischen Gründen – den topologischen Eigenschaften der dem Sphaleron entsprechenden Feldkonfiguration – kann sich die Baryonenzahl bzw. die Leptonenzahl aber nur um drei oder ein Vielfaches von drei ändern:
{\displaystyle \Delta B=\Delta L=n_{f}\,\Delta N_{CS}}
oder
{\displaystyle \Delta (B+L)=2n_{F}\,\Delta N_{CS}}
wobei {\displaystyle n_{f}} die Anzahl der Fermionengenerationen ist (im Standardmodell 3) und {\displaystyle N_{CS}} die Chern-Simons-Zahl der Feldkonfiguration ist (eine topologische Invariante) und eine ganze (positive oder negative) Zahl ist, die im einfachsten Fall eines Sphalerons vom Betrag her gleich 1 ist. Das Delta {\displaystyle \Delta } steht wie üblich für die Differenz. Im frühen Universum hat man es mit Quark-Materie zu tun, mit entsprechend drittelzahligen Baryonenzahlen der einzelnen Quarks. Beim Sphaleron-Übergang muss neben der Bedingung für die Baryonen- und Leptonenzahl die Generationszugehörigkeit der einzelnen Elementarteilchen erhalten bleiben und die QCD-Farbneutralität der durch das Sphaleron umgewandelten Gesamtmenge der Quarks gewährleistet sein.
Die genaue Dynamik von Sphaleronen im nichtlinearen elektroschwachen Sektor ist noch nicht bekannt bzw. nicht berechenbar.
Sphaleronen allein kommen für die Baryogenese im Standardmodell im üblichen kosmologischen Szenarium nicht in Betracht, da dies dem dritten Sacharow-Kriterium entgegensteht, der Bedingung eines thermodynamischen Ungleichgewichts. Der Phasenübergang der Baryogenese sollte erster Art sein, damit sich die Blasen (Bubbles) mit den schon gebildeten Baryonen vereinigen ähnlich dem Übergang Gas-Flüssigkeit, wo der kühleren flüssigen Phase die Baryonen-Phase entspricht. Bei einem Phasenübergang zweiter Art findet dagegen ein kontinuierlicher Übergang statt. Aus Gitterrechnungen und analytischen Rechnungen kommt ein solcher elektroschwacher Phasenübergang 1. Art nur bei Higgsmassen bis 73 GeV Masse des Higgsteilchens in Betracht, das Higgsteilchen hat aber eine Masse von rund 125 GeV. Sphaleronen werden aber weiterhin in Szenarien jenseits des Standardmodells für die Baryogenese diskutiert (Leptogenese mit anschließender Baryogenese über Sphaleronen).
Sphaleronen werden auch außerhalb der elektroschwachen Theorie diskutiert und sind mit chiralen Anomalien verbunden. Allgemein handelt es sich um topologische Feldanregungen endlicher Energie, die instabil sind, im Gegensatz zu Solitonen. Im Gegensatz zu den instabilen Sphaleronen sind sie stabil und beschreiben grob Gleichgewichtseigenschaften der Felder, während Sphaleronen zur Beschreibung der Dynamik dienen. Beide sind Lösungen zu reellen Zeiten, während die Tunnellösung der Instantonen eine Lösung zu imaginären Zeiten ist (Instantonen spielen in der Quantenchromodynamik eine bedeutende Rolle). Der elektroschwache Sektor des Standardmodells mit der Higgsmasse von rund 125 GeV hat sehr wahrscheinlich keine Solitonen, aber zwei Sorten von Sphaleronen. Das hier für die Baryonenzahlverletzung diskutierte Sphaleron {\displaystyle S} ist mit der chiralen U(1) Anomalie (Adler-Bell-Jackiw Anomalie) im elektroschwachen Sektor verbunden. Eine weitere Sphaleron-Lösung der elektroschwachen Theorie, {\displaystyle S^{*}} genannt, ist mit der von Edward Witten 1982 entdeckten chiralen nichtstörungstheoretischen SU(2)-Anomalie des elektroschwachen Sektors verbunden und spielt theoretisch bei Vielteilchenerzeugung bei sehr hohen Energien eine Rolle. Schließlich gibt es im QCD-Sektor des Standardmodells (SU(3) Eichfeld) noch das Sphaleron {\displaystyle {\hat {S}}} das mit den von William Bardeen 1969 erstmals untersuchten chiralen nicht-abelschen Anomalien zusammenhängt.